# Tuen Mun
Tuen Mun (traditionell kinesiska: 屯門區) är ett av Hongkongs 18 administrativa distrikt. Distriktet är en del av huvudområdet Nya territorierna.
Tuen Mun har 488 831 invånare på en yta av 85km². 